# Maydenoptila explicata
Maydenoptila explicata är en nattsländeart som beskrevs av Wells 1980. Maydenoptila explicata ingår i släktet Maydenoptila och familjen smånattsländor. Inga underarter finns listade i Catalogue of Life.